# Герб Дагестану

Герб Республіки Дагестан

Герб Республіки Дагестан є державним символом Республіки Дагестан. Прийнятий Парламентом Республіки Дагестан 20 жовтня 1994 року. 

## Опис
Герб Республіки Дагестан являє собою круглий геральдичний щит білого кольору, у центральній частині якого зображений золотий орел. Над ним поміщене зображення золотого сонця у вигляді диска, облямованого спіральним орнаментом. У підстави щита розташовані біло-золотого кольору сніжні вершини гір, рівнина, море й у картуші — рукостискання, по обидва боки яких проходить геральдична стрічка з написом білими буквами "Республіка Дагестан". У верхній половині щит обрамлений золотою смугою, у нижній — двома орнаментальними кантами: ліворуч — синім, праворуч — червоним. 
Герб Дагестану відбиває політична, історико-культурна єдність понад 30 родинних етносів, що сформувалися на відносно невеликій території на Північному Кавказі . 
Орел у міжнародній символіці означає владу, верховенство, державну прозорливість. У народів Дагестану він один з найшанованіших представників світу тварин, уособлення незалежності й волі, мужності й хоробрості, гордості й стійкості, витривалості. Він символ найкращих рис національного характеру дагестанців — національної гордості, відкритості, миролюбства, гостинності. Цю же ідею виражає й підсилює рукостискання. Воно як би передає тепло, говорить про підтримку, добром вітанні "салам алейкум". У такому контексті орел одночасно символ і державної, і народної влади. 
Сонце в гербі Країни гір персоніфікує життя, джерело життя, життєву силу, світло, багатство, родючість, достаток. У цілому сонце виражає ідею життєствердження й процвітання Дагестану. Золотий колір у гербі підкреслює владу, державність. 